# Днепр-1 (полк полиции)
Полк патрульной службы полиции особого назначения «Днепр-1» Главного управления Национальной полиции в Днепропетровской области (укр. Полк ПСПОП «Дніпро 1») — подразделение особого назначения Министерства внутренних дел Украины, созданное приказом министра внутренних дел Арсеном Аваковым 14 апреля 2014 года. Первое сформированное добровольческое подразделение особого назначения в структуре МВД Украины.

## Предшествующие события
13 апреля 2014 года министр внутренних дел Украины А. Б. Аваков сообщил о том, что принял решение о создании спецподразделений по охране общественного порядка в структуре МВД Украины на основе добровольцев и гражданских формирований в связи с массовыми протестами и захватом административных зданий в юго-восточных областях Украины.

## Начальный этап формирование и развития подразделения
Набор добровольцев начался 14 апреля 2014 года. Штаб батальона был размещён на первом этаже в здании Днепропетровской областной администрации. Командиром батальона стал руководитель Штаба национальной защиты Днепропетровской области майор запаса Вооружённых сил Украины Юрий Николаевич Береза. Формирование подразделения началось на базе ранее созданного «Полка национальной защиты Днепропетровской области» из добровольцев-мужчин в возрасте от 18 до 45 лет, основными критериями отбора в батальон «Днепр» являлись возраст, физическая подготовка и «проукраинская идеология».
15 апреля 2014 года штатная численность батальона патрульной службы милиции особого назначения «Днепр-1» при Главном управлении МВД в Днепропетровской области была определена в 500 человек.
22 апреля 2014 года открылся призывной пункт в соседнем административном здании БТИ на улице Комсомольской. Призывной пункт проводил жёсткий профессиональный отбор, преимущество отдавали кандидатам прошедшим срочную военную службу. Особо тщательно отбирали кандидатов из бывших и действующих сотрудников правоохранительных органов. Обучение личного состава по сокращённому пятидневному курсу правовых дисциплин проходило в Днепропетровском государственном университете внутренних дел. После прохождения сокращённого курса личный состав отправлялся на собственный полигон в Днепропетровской области, где проходил 2-х недельный курс молодого бойца под руководством грузинских, израильских и украинских инструкторов. Курс молодого бойца заключался в проживании в спартанских условиях, ограниченном времени на отдых, отличался жёсткой физической подготовкой. Проводились усиленные занятия по огневой, медицинской и тактической подготовке и моделировались стрессовые ситуации. Инструктора за короткое время пытались подготовить гражданских людей после мирной жизни к реальным боевым столкновениям, постоянному стрессу, нагрузкам и травмам.
Как сообщил в интервью заместитель начальника штаба батальона Владимир Богонис, финансирование батальона осуществляется с использованием средств администрации Днепропетровской области и средств, которые поступают через несколько благотворительных фондов («Фонд Дніпро - 1», «Фонд оборони Країни» и др.).
6 мая 2014 года заместитель командира батальона «Днепр-1» Вячеслав Печененко сообщил в интервью, что в батальоне «Днепр-1» полностью укомплектована первая рота.
В июне 2014 года была укомплектована вторая рота, а также в структуру батальона вошла пятая рота «Донецк-1» под командованием подполковника милиции Владимира Шилова. Рота «Донецк-1» в основном формировалась из жителей Донецкой и Луганской области.
Позднее в составе батальона была создана отдельная сотня «Крым» — в основном, из крымских татар и беженцев с Крымского полуострова.
23 сентября 2014 года распоряжением министра внутренних дел Украины Арсена Авакова батальон «Днепр» был развёрнут в полк, отныне он будет объединять функции штурмового батальона и полицейской части. Главным итогом станет возможность получить в распоряжение более серьёзное оружие, в том числе тяжёлое и увеличить штатную численность до 1000 человек.. Командиром полка был назначен полковник полиции В. П. Печененко.
В ноябре 2014 года разгорелся конфликт между заместителем губернатора Геннадием Корбаном и почётным командиром полка «Днепр-1» народным депутатом Юрием Березой, итогом конфликта стало прекращение финансирования полка Днепропетровской ОГА и рядом благотворительных фондов, что значительно ударило по материально-техническому обеспечению полка. Так же полк покинули иностранные инструктора, что ударило по качеству подготовки личного состава. Причиной конфликта по различным данным послужило нежелание почётного командира «Днепр-1» Юрия Березы использовать батальон в противозаконных рейдерских схемах Геннадия Корбана.
К началу 2015 года полк переехал в собственную базу в городе Днепропетровск. В структуре полка было развёрнуто пять рот личного состава, штаб, группу кадрового обеспечения, бронированную группу, разведывательные отряды, взвод аэрофоторазведки, конструкторское бюро БПЛА, подразделения связи, медицины и пресс-службу. На базе полка, которая является бывшей воинской частью проходит активная работа по восстановлению объектов инфраструктуры после длительной консервации. Финансирование реконструкции взяли на себя благотворительные фонды и волонтёрские организации.
Весной 2015 года руководством подразделения была учреждена полковая награда «Рыцарский крест доблести». Награда вручалась бойцам проявившим себя в боях, которые из-за бюрократической государственной наградной системы не получили правительственные награды.
Осенью 2015 года на территории базы полка «Днепр-1» был открыт Храм Покровы Пресвятой Богородицы Украинской православной церкви Киевского патриархата как дань памяти погибшим сотрудникам полка.

## Техника и вооружение
Личный состав вооружён стрелковым оружием, в том числе автоматами АКС-74У, АКМ,АКМС, пистолетами Макарова, Стечкина, Форт-12. Ручными пулемётами РПК-74, РП-46, РПД, ПКМ, подствольными гранатомётами ГП-25.Снайперские винтовки Форт-301, Станковые пулемёты НСВ-12,7, ПКТ, ДШК, КПВТ. Гранатомёты АГС-17, РПГ-7В, РПГ-18,22,26.
25 июля 2014 года батальон «Днепр-1» получил 400 шт. бронежилетов IV класса защиты. В дальнейшем батальон получил иное защитное снаряжение (каски, противоударные щитки-наколенники).
Батальон располагает огромным количеством легкового транспорта и внедорожников. Основной парк представляют б/у автомобили купленные в странах Евросоюза волонтёрскими организациями. Так же есть новые автомобили переданные полку «Фондом оборони країни» pick up "Nissan"NP 250/300 и некоторое количество бронированных инкассаторских микроавтобусов. На внедорожники Nissan устанавливались крупнокалиберные пулемёты и станковые гранатомёты. Подобный тип техники в простонародье начали называть махновскими тачанками 21 века.
Летом 2014 года на вооружение батальона поступил бронированный грузовик на шасси «КамАЗ».
4 августа 2014 года командир 4-го взвода батальона «Днепр-1» В. З. Парасюк сообщил, что бойцы батальона приступили к изготовлению второго бронированного грузовика на шасси КамАЗ-5320.
12 августа 2014 года владелец сети супермаркетов «Varus» подарил батальону «Днепр-1» бронемашину БРДМ-1.
Летом 2014 года спонсорами была куплена партия приборов ночного виденья и тепловизоров для нужд полка.
Осенью 2014 года в составе полка Днепр-1 появились кустарно бронированные грузовики Volvo и MAN.
В целом, личный состав батальонов, финансирование которых осуществлял Игорь Коломойский (в том числе батальона «Днепр-1»), подготовлены и оснащёны лучше, чем военнослужащие подразделений украинской армии и подразделений Национальной гвардии, созданных на основе частей внутренних войск МВД Украины. Летом 2014 года Заместитель губернатора Днепропетровской области Геннадий Корбан начал активно закупать деактивированный бронированный транспорт для нужд полка.
К началу 2015 года полк имел на вооружении около 15 легкобронированных боевых машин БРДМ-1, БРДМ-2, МТ-ЛБ оснащённый крупнокалиберными пулемётами. На бронированной технике которая принимает участие в боевых действиях были установлены противокумулятивные экраны. Так же подразделения аэрофоторазведки получили квадрокоптеры и наладили производство собственных БПЛА радиусом действия до 50 км в глубь фронта.

## Участие в вооружённом конфликте на востоке Украины

#### Днепропетровская область
Начиная с апреля 2014 года бойцы батальона начали активно оборудовать блокпосты на въездах в город Днепропетровск.

#### Луганская область
Некоторое время, в июне 2014 года, рота «Донецк-1» дислоцировалась в Сватово, Луганской области и охраняла объекты инфраструктуры.
11 мая заместитель председателя Днепропетровской государственной областной администрации Геннадий Корбан заявил, что Красноармейский район Донецкой области входит в подотчётную батальону территорию и подразделение приступает к патрулированию территории Красноармейского, Добропольского, Великоновосёловского, Александровского районов Донецкой области.В тот же день сводная рота батальона на инкассаторских броневиках банка «Приватбанк» прибыли в город Красноармейск и взяли под охрану городской совет и отдел милиции. Силовики сорвали проведение «референдума о самоопределении» сепаратистов. Толпа сепаратистов собралась у входа в горисполком Красноармейска, блокированный бойцами батальона. Между сторонами возникло противостояние, вооруженные сепаратисты начали стрелять в воздух, после чего проникли в помещение. Согласно сообщениям ББС, очевидцы утверждали, что «стрельбу устроили бойцы батальона „Днепр“». По сообщениям радио «Свобода», на видеозаписях видно, что «силовики были вынуждены отстреливаться, когда на них напала толпа гражданских, пытаясь вырвать автоматы». В результате стрельбы погиб один пророссийский протестующий, несколько человек получили ранения. Вечером 11 мая пресс-служба МВД Украины опубликовала заявление, что подразделение с наименованием батальон Национальной гвардии «Днепр» или батальон милиции специального назначения «Днепр» не участвовало в событиях в Красноармейске. После попытки решительно пресечь деструктивные действия сепаратистов ДНР в Красноармейске волна антигосударственных выступлений в приграничных с Днепропетровской областью районах Донецкой области спала. Город Красноармейск остался под контролем Украины и стал главным плацдармом и логистическим центром для проведения АТО.

#### Донецкая область и приграничные с зоной АТО районы Днепропетровской области
12 мая личный состав батальона «Днепр» был привлечён к строительству блокпостов на территории Донецкой области, а в дальнейшем — к несению службы на блокпостах в восточной части Украины.
15 мая депутат Верховной рады Украины от «Партии регионов» Н. А. Левченко призвал распустить батальон «Днепр», требование о роспуске батальона поддержали ещё несколько депутатов от «Партии регионов» и депутаты-коммунисты.
23 мая донецкий губернатор С. А. Тарута обвинил батальон «Днепр» в дестабилизации обстановки в Донбассе.
24 мая батальон прибыл в Красноармейск и занял административное здание на площади Шибанкова (в котором находилась окружная избирательная комиссия). 25 мая, в день проведения выборов президента Украины, личный состав батальона участвовал в обеспечении проведения выборов в городе, охранял городской совет и избирательные участки.
30 мая батальон «Днепр» и 20-й батальон территориальной обороны Днепропетровской области взяли под контроль железнодорожные станции Просяная, Славянка, Доброполье, Дачное и все пограничные железнодорожные станции.

#### Мариуполь и окрестности
12 июня 2014 года 160 бойцов батальона «Днепр-1» выехали в город Мариуполь и заняли местный аэропорт. 13 июня 2014 года приняли активное участие в операции по занятию города Мариуполь. 14 июня по тревоге бойцы батальона выехали с Мариупольского аэропорта на защиту колонны пограничников попавшей в засаду на мосту через р.Кальмиус недалеко от завода «Азовсталь» погибло 5 пограничников, 7 получили ранения. Впоследствии после отработки территории бойцы батальона сопроводили оставшуюся колону пограничников в посёлок Старобешево. Батальон «Днепр-1» некоторое время сопровождал в освобождённые от сепаратистов ДНР населённые пункты инкасаторские автомобили с социальными выплатами для бюджетников. В дальнейшем батальон «Днепр-1» принимал активное участие в обороне города Мариуполь, в поиске и задержании членов сепаратистских организаций, проведении разведки, а также охране высших должностных лиц Донецкой области в том числе губернатора Сергея Таруты. Бойцы полка регулярно выезжали на усиление передовых блокпостов на восточные окраины города. После обстрелов из РСЗО «Град» микрорайона «Восточный» поддерживал общественный порядок в разрушенном микрорайоне. Полк «Днепр-1» сохранял присутствие в окрестностях Мариуполя до декабря 2015 года.

#### Киев
После того, как 20 июня 2014 года президент Украины Пётр Порошенко объявил об одностороннем перемирии с украинской стороны, 29 июня 2014 года в центре Киева бойцы батальонов «Днепр», «Донбасс» и «Айдар» и Совет сотен Майдана провели митинг и отправили Порошенко обращение с требованием прекратить перемирие, ввести в стране военное положение и выдать достаточное количество оружия добровольческим батальонам. 1 июля 2014 года боевые действия в Донбассе были возобновлены после отсутствия прогресса в установлении режима тишины.
.

#### Пески, Карловка, Первомайское, Нетайлово
24 июля сводная рота «Донецк-1» приняла участие в освобождении села Пески, которое находилось в пригороде Донецка. По пути к селу Пески ополченцы были выбиты из Карловки, Первомайского и Нетайлово. Взятие села Пески имело стратегическое значение и дало возможность частично разблокировать окружённых украинских военнослужащих в Донецком аэропорту им. Сергея Прокофьева, ещё до начала активных боёв на его территории. Подразделения батальона «Днепр-1» удерживали Пески до 21 августа 2015 года, когда штаб АТО отдал приказ полностью передать позиции бойцам 93 омехбр и отойти всем добровольческим подразделениям на вторую линию обороны. Бойцы батальона в пгт Пески удерживали позиции на отрезке дороги Красноармейск-Донецк в менее чем километре от города Донецк, а также недостроенную транспортную развязку на выезде из села Первомайское, которая получила название «Республика мост». Бойцы батальона «Днепр-1» летом 2014 года совершали регулярные рейды в город Донецк. В результате нескольких рейдов был уничтожен грузовик с личным составом батальона «Восток» и захвачен патрульный автомобиль Mitsubishi полиции ДНР. Рейды были прекращены после попадания группы бойцов в засаду, в результате которой было ранено 4 человека, в том числе и командир роты В. И. Шилов. За год обороны села Пески полк потерял 13 человек убитыми и более 30 человек получили ранения разной степени тяжести.
5 августа 2014 года командир 5-й роты батальона «Днепр-1» В. И. Шилов сообщил журналистам, что солдаты батальона «заняли линию обороны в 400 метрах от городской черты Донецка».
14 сентября 2014 года между сёлами Первомайское и Пески попал в засаду автомобиль с бойцами полка «Днепр-1», в результате боя погибло 4 человека. Двое погибших принимали участие в войне в Афганистане.
Осенью 2014 года группа бойцов полка заняла метеостанцию Донецкого аэропорта и удерживали ее до конца 2014 года.
Утром 29 декабря 2014 года, в районе села Пески, диверсионно-разведывательная группа ополчения в количестве пяти человек пыталась сжечь тяжелую технику 93 омехбр. Убиты трое военнослужащих 93-й бригады, ранены бойцы ОУН и ДУК ПС. Как сообщил на своей странице в Facebook депутат фракции «Народный фронт», почётный командир полка особого назначения «Днепр-1» Юрий Береза: «Одного из террористов удалось взять. Его ранил боец 5-й (Донецк-1) роты полка „Днепр-1“. Бойцы „Днепр-1“ доставили террориста в Днепропетровск. После того, как террористу оказали медицинскую помощь, его передали в СБУ».
21 мая 2015 года бойцы полка «Днепр-1» в рамках совместной операции с ЦСО СБУ в районе Авдеевки, Донецкой области сбили российский БПЛА «Форпост» серийный номер 923. Его стоимость составляла около 6 миллионов долларов США. Беспилотный аппарат после падения был найден и его обломки эвакуированы. На обломках был обнаружен целый ряд маркировок на русском языке включая место производства.
23 мая 2015 года бойцы подразделения «Днепр-1» уничтожили ДРГ противника. Сообщалось, что в бою было уничтожено 6 представителей ополчения .

#### Новоазовск, Седово, Обрыв
6 августа 2014 года одна рота батальона «Днепр-1» была направлена на защиту государственной границы Украины. Бойцы батальона оказывали помощь пограничникам на КПП «Новоазовск», вывозили раненных пограничников, контролировали участки границы. Во время патрулирования участка в районе города Новоазовск попал в засаду автомобиль с бойцами батальона. В результате боя погибло два человека. Их тела были опознаны и похоронены через год после смерти.

#### Днепропетровск
11 августа 2014 года бойцы «Правого сектора» и батальона «Днепр» захватили офис частной охранной фирмы «КроК» в Днепропетровске. Фирма подозревалась в организации провокаций на антигосударственных митингах, которые проходили весной 2014 года в Днепропетровске, а также в вербовке титушек. В тот же день бойцы батальона «Днепр» задержали «народного мэра» Алчевска Николая Бойко.

#### Иловайская операция
Во-второй половине августа — начале сентября 2014 года сводная рота батальона участвовала в боях в районе Иловайска. Подразделение батальона несколько раз пыталось штурмовать укреплённые районы противника в городе Иловайск со стороны села Виноградное, но из-за отсутствия поддержки со стороны ВСУ подразделение отступило и заняло круговую оборону в местной школе вместе с батальоном «Донбасс». За период Иловайской операции подразделение несколько раз фиксировало вторжение регулярных подразделений ВС РФ на территорию Украины. Задерживало пленных российских солдат, совместно с другими подразделениями уничтожали колонны и захватывали вещественные доказательства «российской агрессии».
2 сентября 2014 года вышедшие из окружения под Иловайском командир батальона «Днепр-1» Ю. Н. Береза и заместитель командира батальона «Днепр» В. Печененко были награждены именным оружием: пистолетами «Форт-17» с правом пожизненного ношения. В результате ожесточённых боёв полк потерял 15 человек убитыми и более 40 тяжело раненными. Огромное количество бойцов попало в плен к ополченцам. После допросов, доставлены в подвал Донецкого УСБУ, через некоторое время были обменены на пленных представителей ополчения.

#### Оленовка
25 августа сводная рота батальона «Днепр-1» приняла участие в боях за село Оленовка. Село было очищено от сил ДНР, но впоследствии отступила на другой участок фронта и 4 сентября Оленовка перешла под контроль ДНР.

#### Другие события
4 сентября 2014 года инициативная группа представителей батальонов МВД «Днепр-1», «Азов» и батальона «Донбасс» обратилась к министерству обороны Украины с просьбой о переводе в вооружённые силы Украины. В общей сложности, министерство обороны получило свыше 200 заявлений от желающих стать военнослужащими.
Сообщалось, что в Тельманово в ночь с 8 на 9 октября 2014 года, около 23:00 диверсионная группа батальона «Днепр-1» провела специальную операцию, в результате которой был ликвидирован ополченец Андрей Борисов (Чечен) и трое российских военных. Среди погибших — российский генерал Сергей Андрейченко.
Весной 2015 года в ряде СМИ появилась информация о причастности некоторых бойцов подразделения к партизанскому отряду «Тени», который занимался диверсиями и ликвидацией командиров ополчения в тылу ДНР.

#### Чермалык
С ноября 2014 по август 2015 года группа бойцов «Днепр-1» принимала участие в обороне села Чермалык.
26 января 2015 года группа бойцов «Днепр-1» уничтожила снайперскую позицию около водокачки на речке Кальмиус в окрестностях села Чермалык из крупнокалиберного пулемёта НСВ-12,7 «Утёс».

#### Борьба с контрабандой
13 декабря 2014 года командование полка «Днепр-1» решило не пропускать машины с гуманитарным грузом на территорию ДНР, пока «сепаратисты не освободят всех пленных». По мнению заместителя командира полка, гуманитарный груз, поставляемый Ахметовым, с 20 фурами продуктов, термобелья и тёплых вещей является «финансированием террористов».
23 января Геннадий Москаль заявил, что бойцы батальона подорвали поезд, перевозивший уголь из ЛНР для ТЭС в городе Счастье, вследствие чего территория Луганской области может быть обесточена из-за нехватки угля. Перед этим пресс-служба батальона сообщила, что «партизанский отряд, который координируется полком „Днепр-1“, взорвал грузовой поезд, которым террористы перевозили уголь на территорию Российской Федерации, и часть железной дороги на станции Красная Могила, вблизи Свердловска Луганской области».

#### Широкинская операция
В феврале 2015 года полк «Днепр-1» принял участие в операции Национальной гвардии Украины цель которой заключалась в отдалении линии соприкосновения от окраин города Мариуполь в направлении Новоазовского района на 10-15 километров, чтобы не допустить повторения кровавых обстрелов города Мариуполь. В результате операции подразделения вооружённых сил заняли сёла Широкино, Лебединское, Сопино, Пионерское, Виноградное, Бердянское и выравняли линию фронта. Подразделения «Днепр-1» заняли оборону в окрестностях села Лебединское и удерживали позиции до июля 2015 года, когда получили приказ передать передовые позиции бойцам Морской пехоты ВМС Украины. и отойти на вторую линию обороны.
26 апреля 2015 года на Мариупольском направлении бойцы полка «Днепр-1» при поддержке ВСУ взорвали склад боеприпасов в посёлке Дзержинск. Кроме того, украинские СМИ сообщали, что бойцы полка «Днепр-1» взорвали тяжёлую бронетехнику ополченцев возле с. Саханка.

#### Отвод на вторую линию обороны. Авдеевка, Славянск, Артёмовск (Бахмут), Светлодарск, Марьинка
В августе 2015 года полк «Днепр-1» был окончательно выведен с первой линии фронта на Мариупольском и Донецком направлении. На второй линии обороны полку передали блокпосты в Авдеевке и на Артёмовском направлении. Так же бойцы «Днепр-1» охраняли стратегические объекты инфраструктуры на прифронтовых территориях такие как Углегорская ТЭС в Светлодарске и др.
13 марта 2016 года, в первой половине дня рабочие Углегорской ТЭС обнаружили неизвестный пакет в вагоне с углём, который направлялся на переработку. Работники сообщили об этом бойцам полка «Днепр-1», которые несут службу в районе города Бахмут, защищая данный промышленный объект. Как оказалось, в тайнике, находилось много патронов и взрывчатка. Бойцы «Днепр-1» изъяли опасную находку и передали её в местные правоохранительные органы. Сообщается, что в случае, если бы боеприпасы попали в механизм переработки угля, при температуре более 100 градусов, они бы детонировали. В результате механизм на производстве вышел бы из строя на долгое время, а люди, которые находились рядом, получили бы ранения различной степени тяжести.
С середины 2016 года подразделение «Днепр-1» обеспечивает общественный порядок в прифронтовой Марьинке.

#### Сотрудничество с другими военными подразделениями в зоне боевых действий
За период АТО полк «Днепр-1» принимал участие в совместных операциях вместе с 20 БТРО, 40 БТРО, 37 БТРО, 51 омехбр, 93 омехбр, 3 полком специального назначения, 79, 95, 80 оаэмбр, СБУ «Альфа», Морской пехотой Украины, Донецким пограничным отрядом, подразделениями НГУ «Азов» и «Донбасс», добровольческими батальонами «ОУН», «Карпатская Сечь», Миротворец, Ивано-Франковск, Шахтёрск, ДУК ПС и др.

## Память
За год активных боевых действий с июня 2014 по июнь 2015 года погибло 30 человек личного состава и около 80 получили ранения разной степени тяжести. Самые тяжёлые потери подразделение понесло в период ожесточённых боёв (август-сентябрь 2014). Из общей численности на август 2014 года в 200 человек подразделение потеряло практически половину личного состава убитыми и ранеными.
За время военных действий на востоке Украины около сотни бойцов полка было награждено правительственными и ведомственными наградами. 30 бойцов полка были награждены посмертно.
В честь погибших бойцов на территории базы полка «Днепр-1» был открыт храм УПЦ КП, а также мемориальный памятник лестница в небо с взлетающими журавлями и фотографиями всех погибших сотрудников подразделения. Возле Днепропетровской ОГА откуда начинали свой боевой путь бойцы подразделения была установлена мемориальная доска с именами 30 погибших сотрудников полка. Во многих школах в которых обучались погибшие бойцы полка были установлены мемориальные доски.
В 2015 году вышел фильм про боевой путь полка «Днепр-1» в Иловайске. Он получил название «Иловайск — Рыцари неба».

## Обвинения в адрес полка
- Согласно сообщениям СМИ РФ, 19 июня 2014 года при прохождении личного досмотра на контрольно-пропускном пункте между Ростовской в Луганской областями лицами, одетыми в форму военного образца с шевронами спецподразделения «Днепр», был похищен следовавший на Украину гражданин Российской Федерации Артем Михайленко. На протяжении недели мужчину допрашивали и пытали; кроме того, у него были похищены деньги и сотовый телефон. По факту похищения Следственным комитетом Российской Федерации возбуждено уголовное дело[92].
- 1 августа 2014 года Митрополит Черновицкий и Буковинский Онуфрий сообщил о том, что 30 июля 2014 года в селе Красноармейское Новоазовского района Донецкой области бойцы батальона «Днепр» угрожали протоиерею Игорю Сергиенко (настоятеля Свято-Александро-Невского храма)[93][неавторитетный источник].
- 1 октября 2014 года Следственный комитет РФ сообщил о задержании Сергея Литвинова, перешедшего через границу с Россией под видом мирного жителя в составе группы беженцев. Литвинов дал показания о том, что являлся рядовым батальона «Днепр» и лично участвовал в зачистках, проводившихся в посёлках Меловое, Широкий, Макарово и Камышное Луганской области, которые завершались расстрелами задержанных[94], за что получал денежное вознаграждение[95]. МВД Украины опровергло принадлежность задержанного к «Днепру», по словам советника министра внутренних дел Украины Антона Геращенко, такого бойца в батальоне никогда не было. Также он указал на то, что в ходе вооружённого конфликта на востоке Украины батальон действовал только на территории Западного Донбасса (в Курахово, Марьинке, Красноармейске, под Мариуполем и Иловайском), но никогда не в Луганской области[96][97].
- 21 марта 2015 года в ряде СМИ появилась информация, что вооружённые люди, назвавшиеся представителями батальона «Днепр-1» заблокировали офис компании «Укрнафта»[98], вследствие чего было сорвано голосование акционеров по смене гендиректора компании[99]. Пресс-службы МВД и полка «Днепр-1» опровергли эту информацию заявив, что личный состав подразделения находится в зоне АТО[100]. Следствие по делу выяснило, что вооружёнными людьми оказались представители частного охранного предприятия «Січ» из города Днепропетровск[101].
- В марте 2015 года в ряде СМИ появилась информация о причастности бывшего бойца «Днепр-1» к убийству сотрудника СБУ под Волновахой[102][103]. Впоследствии выяснилось, что убийца никакого отношения к полку не имел[104][неавторитетный источник].
- Отчёт организации Global Rights Compliance LLP, который был опубликован в ноябре 2016 года, зафиксировал обвинения бойцов добровольческого батальона «Днепр-1» в исчезновении людей, в произволe при задержаниях и в плохом обращении с задержанными[105].
- В 16-м отчёте управления верховного комиссара ООН по правам человека (п. 45) был задокументирован случай нападения на жилой дом в Авдеевке группы бойцов батальона «Днепр-1», которые подвергли жестоким избиениям одного из местных жителей. Помимо нанесения побоев в отношении него использовалось также удушение полиэтиленовым пакетом и имитация расстрела[106][107].
- В 14-м отчёте управления верховного комиссара ООН по правам человека[108][109] приведены свидетельства о том, что в 2015—2016 годах имели место случаи причастности бойцов батальона «Днепр-1» к захватам недвижимой собственности местного населения. Например, один из частных домов в Луганском был занят военнослужащими ВСУ, бойцами батальонов «Айдар» и «Днепр-1» с 7 января 2015 по март 2016 года, разграблен и частично разрушен.
- В отчёте украинской правозащитной организации «Украинский хельсинкский союз по правам человека[вд]»[110] задокументирован эпизод применения насилия со стороны бойцов батальона «Днепр-1» к жителю Мариуполя из-за того, что он не знает слов украинского гимна. Его похитили, какое-то время продержали в подвале, подвергая избиениям и ограничивая в еде, а при освобождении — силой заставили подписать документ об отсутствии претензий к батальону «Днепр-1»[110].